# فرودگاه بین‌المللی پورتو سوارز
 فرودگاه بین‌المللی پورتو سوارز (به انگلیسی: Puerto Suárez International Airport) یک فرودگاه همگانی با کد یاتا PSZ است که یک باند فرود آسفالت دارد و طول باند آن ۲۰۰۰ متر است. این فرودگاه در کشور بولیوی قرار دارد و در ارتفاع ۱۳۴ متری از سطح دریا واقع شده است.